# Kyselina kynurenová
Kyselina kynurenová (KYNA nebo KYN) je produktem běžného metabolismu aminokyseliny L-tryptofan. Bylo prokázáno, že má neuroaktivní účinek. Chová se antiexcitotoxicky a jako antikonvulzivum; s největší pravděpodobností tím, že působí jako antagonista na excitačních receptorech aminokyselin, především jako endogenní antagonista všech ionotropních glutamátových receptorů. Touto aktivitou může kyselina kynurenová ovlivnit důležité neurofyziologické a neuropatologické procesy. Bylo zvažováno její použití v terapii některých neurobiologických poruch. Naopak zvýšené hladiny kyseliny kynurenové jsou spojovány s určitými patologickými stavy. Například u pacientů s klíšťovou encefalitidou bylo pozorováno zvýšené množství kyseliny kynurenové v mozkomíšním moku. . Její možná role v patogenezi schizofrenie je předmětem výzkumu.
Kyselinu kynurenovou objevil v roce 1853 německý chemik Justus von Liebig v psí moči. Odtud zřejmě pochází její název.
Vzniká z L-kynureninu v reakci katalyzované enzymem kynurenin-oxoglutarát transaminázou.